# Panamese balboa
De balboa is de munteenheid van Panama. De balboa verving de Colombiaanse peso in 1904 na de afscheiding van Panama van Colombia. Eén balboa is honderd centime. De balboa is vernoemd naar de ontdekkingsreiziger Vasco Núñez de Balboa, die de Grote Oceaan heeft ontdekt.
De volgende munten worden gebruikt: 1, 5, 10, 25 en 50 centime. Als papiergeld wordt de Amerikaanse dollar gebruikt. De waarde van de munt is al sinds de introductie vastgekoppeld aan de Amerikaanse dollar, waarbij één balboa gelijk is aan één dollar.